# 小行星4733
小行星4733（英語：4733 ORO）是一颗围绕太阳公转的小行星。1982年4月19日，橡树岭天文台在哈佛大学天文台发现了此天体。
这颗小行星的绝对星等为157.76649等。